# Fuentelapeña (kommunhuvudort)
Fuentelapeña är en kommunhuvudort i Spanien.   Den ligger i provinsen Provincia de Zamora och regionen Kastilien och Leon, i den centrala delen av landet, 170 km nordväst om huvudstaden Madrid. Fuentelapeña ligger 744 meter över havet och antalet invånare är 920.
Terrängen runt Fuentelapeña är platt. Runt Fuentelapeña är det glesbefolkat, med 12 invånare per kvadratkilometer. Närmaste större samhälle är Fuentesaúco, 9,8 km väster om Fuentelapeña. Trakten runt Fuentelapeña består till största delen av jordbruksmark.